# Johann Hermann Baas

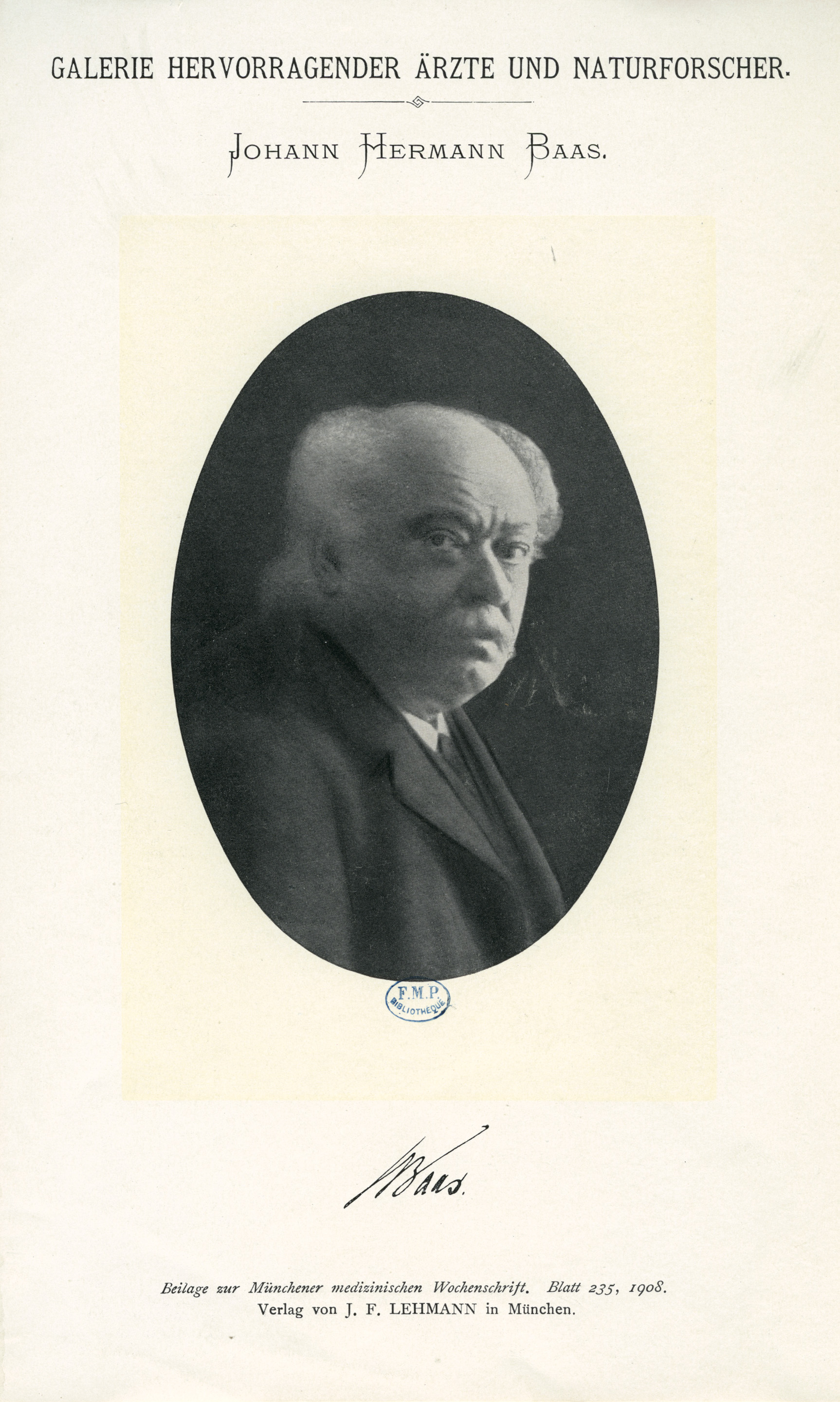
Johann Hermann Baas

Johann Hermann Baas (* 24. Oktober 1838 in Bechtheim; † 10. November 1909 in Worms) war ein deutscher Arzt.

## Leben und Wirken
Johann Hermann Baas stammte aus einer ursprünglich holländischen Familie, die Mitte des 17. Jahrhunderts nach Deutschland emigriert war. Sein Vater Adam Baas (1812–1883) war ein Bechtheimer Landwirt. Seine Mutter Catharina (ca. 1810–1893) war eine Tochter des Heßlochers Hermann Cotheimer und von Christina Beckerle. Die Großeltern väterlicherseits waren Heinrich Baas und Catharina Weber aus Ober-Hilbersheim. Baas selbst heiratete Amalie Daudt (1842–1922). Aus dieser Ehe stammte der Sohn Karl Baas.
Baas praktizierte ab 1860 als Arzt und Augenarzt in mehreren Ortschaften in Rheinhessen und beteiligte sich an der Erweiterung der physikalischen Diagnostik. Sein „Grundriß der Geschichte der Medizin und des heilenden Standes“, der 1876 erschien und 1889 in englischer Fassung erschien, machte ihn bekannt. Es handelte sich um eine umfangreiche Arbeit, die praktischen Medizinern half, die Geschichte der Medizin zu verstehen. Hinsichtlich der historischen Einschätzung und Sachkenntnis gilt das Werk nicht als durchgängig verlässlich.
Seit 1880 veröffentlichte er auch eine ganze Reihe von Artikeln zu medizinischen Themen in der weitverbreiteten Familienzeitschrift „Die Gartenlaube“.

## Schriften
- Die Resektion im Ellenbogengelenke. Inauguaral-Dissertation der medicinischen Facultät zu Giessen. Giessen 1860 (Digitalisat)
- Grundriss der Geschichte der Medicin und des heilenden Standes. Ferdinand Enke, Stuttgart 1876 (Digitalisat archive.org) (Digitalisat biusante)
  - H. E. Handerson (Übersetzer). Outlines of the history of medicine and the medical profession. J. H. Vail & Co., New York 1889 (Digitalisat)
- Zur Percussion, Auscultation und Phonometrie. Ferdinand Enke, Stuttgart 1877 (Digitalisat)
- William Harvey, der Entdecker des Blutkreislaufs und dessen anatomisch-experimentelle Studie über die Herz- und Blutbewegung bei den Thieren. Culturhistorisch-Medicinische Abhandlung. Ferdinand Enke, Stuttgart 1878 (Digitalisat)
- Leitfaden der Geschichte der Medicin. Ferdinand Enke, Stuttgart 1880 (Digitalisat)
- Medicinische Diagnostik mit besonderer Berücksichtigung der Differentialdiagnostik. 2. Aufl. Ferdinand Enke, Stuttgart 1883 (Digitalisat)
- Die geschichtliche Entwicklung des ärztlichen Standes und der medicinischen Wissenschaften. Friedrich Wreden, Berlin 1896 (Digitalisat); Neudruck Schaan 1983.